# Cendrillon 2 : Une vie de princesse
Série Cendrillon
Cendrillon
(1950) Le Sortilège de Cendrillon
(2007)
Pour plus de détails, voir Fiche technique et Distribution.
Cendrillon 2 : Une vie de princesse ou Cendrillon 2 : La Magie des rêves au Québec (Cinderella II : Dreams Come True) est le 74e long-métrage d'animation des studios Disney. Sorti directement en vidéo en 2002, il est la suite de Cendrillon (1950). Il a été suivi d'un troisième volet, également en vidéo, en 2007 : Le Sortilège de Cendrillon.

## Synopsis
Aidés de la Fée marraine, les souris ont décidé de confectionner pour Cendrillon un livre regroupant trois histoires. 
Dans la première, Cendrillon tente d'apprendre le protocole du palais sous la direction de Prudence, l'intendante royale, avant d'imposer ses propres règles. Dans la deuxième, Jac demande à la fée marraine de le transformer en humain. Dans la troisième, Anastasie, tombe amoureuse du boulanger de la ville au grand dam de sa mère, Trémaine, qui lui réserve un meilleur parti.

## Fiche technique
- Titre original : Cinderella 2 : Dreams Come True
- Titre français : Cendrillon 2 : Une vie de princesse
- Titre québécois : Cendrillon 2 : La Magie des rêves
- Réalisation : John Kafka assisté de Masaki Sugiyama
- Scénario : Tom Rogers, assisté de Jill Blotevogel (Aim to Please), Jule Selbo (Tall Tail) et Eddie Guzelian (interstiels)
- Animation : Hiroshi Kawamata, Kazuyoshi Takeuchi (supervision)
- Montage : Julie Ann Lau
- Musique : Michael Tavera
  - Chansons : Michael Bradford, Mack David, Al Hoffman, Jerry Livingston, Alan Zachary, Michael Weiner (en) et Randy Rogel
- Production : Mary Thorne ; Mary Alice Drumm (associée)
- Sociétés de production : Walt Disney Television Animation, Walt Disney Pictures
- Société de distribution : Buena Vista Home Entertainment
- Pays :  États-Unis
- Langue originale : anglais
- Format : Couleurs - 1,66:1 - Dolby Digital
- Durée : 73 minutes
- Dates de sortie :
  - États-Unis : 26 février 2002
  - France : 13 mars 2002

Note: La liste des « crédités » au générique étant trop longue pour être citée in extenso ici, ne sont repris que les principaux contributeurs.

## Distribution

### Voix originales
- Jennifer Hale : Cinderella (Cendrillon)
- Rob Paulsen : Jaq (Jac) / Grand Duke (le Grand-duc) / Baker (le Boulanger) / Sir Hugh (Monsieur Hugues)/ Bert / Flower Vendor (le Fleuriste)
- Corey Burton : Gus / Mert / Stable Hand
- Andre Stojka : The King (le Roi)
- Russi Taylor : Fairy Godmother (la Fée marraine) / Drizella (Javotte) / Mary Mouse (Marie la souris) / Beatrice (Béatrice) / Countess Le Grande (comtesse Le Grand) / Daphne (Daphnée)
- Susanne Blakeslee : Lady Trémaine
- Tress MacNeille : Anastasia (Anastasie) / Pretty Woman (la jolie fille)
- Holland Taylor : Prudence
- Christopher Daniel Barnes : The Prince (le Prince)
- Jim Cummings : Thieve (Voleur)
- Frank Welker : Lucifer / Pom Pom / Bruno (Pataud)
- Carole Jeghers : Des oiseaux

### Voix françaises
- Laura Blanc : Cendrillon
- Emmanuel Jacomy : Jac / Monsieur Hugues
- Georges Costa : Jac (chant)
- Jean-Luc Kayser : le Grand-duc
- Emmanuel Curtil : le Boulanger
- Jacques Frantz : Gus
- Michel Costa : Gus (chant)
- Roger Carel : le Roi
- Claude Chantal : la Fée marraine
- Évelyne Grandjean : la Fée marraine (chant)
- Dominique Vallée : Javotte
- Marie-Charlotte Leclaire : Marie
- Lily Baron : Béatrice
- Amélie Morin : Daphnée
- Marion Game : la comtesse Le Grand
- Anne Jolivet : Lady Trémaine
- Barbara Tissier : Anastasie
- Josiane Pinson : Prudence
- Damien Boisseau : le Prince
- François Berland : Narrateur
- Lisbet Guldbaek : soliste
- Lorie : Soliste Oser ses rêves
- Jackie Berger, François Huin, Marie Chevalot, Fabrice Josso, Philippe Dumat, Jean-Jacques Nervest, Alexandre Gillet et Hélène Otternaud : voix additionnelles
- Karine Costa, Lindsay Charnier, Mimi Félixine et Marielle Hervé ; chœurs

Doublage français :
Société de doublage : Franc-Jeu ; adaptation : Nadine Giraud et Philippe Ridenback (dialogues), Michel Costa (chansons), Frédéric Zeitoun (générique de fin) ; direction artistique : Valérie Siclay (dialogues), Georges Costa (chansons).

### Voix québécoises
- Violette Chauveau : Cendrillon
- François Sasseville : Jaq
- Jacques Lavallée : le Grand-duc
- Olivier Visentin : le Boulanger
- Jacques Lussier : le Marchand de fleurs
- Pierre Auger : Gus
- Yves Massicotte : le Roi
- Béatrice Picard : la Fée marraine
- Camille Cyr-Desmarais : Javotte
- Christine Bellier : Mary
- Christine Séguin : Béatrice
- Viviane Pacal : Daphnée
- Carole Chatel : la comtesse Le Grand
- Élise Bertrand : Lady Trémaine
- Lucie Sasseville : Anastasie
- Manon Arsenault : Prudence
- Patrice Dubois : le Prince
- Nancy Fortin : soliste
- Michel M. Lapointe, Rafaëlle Leiris, Isabelle Leyrolles, Denis Michaud, Aubert Pallascio, Nadia Paradis et Paul Sarrasin : voix additionnelles
- Catherine Léveillé, Linda Mailho et Pierre Bédard : chœurs

## Chansons du film
- Bibbidi-Bobbidi-Boo - Jac, Gus, la Fée-marraine, Marie et chœur
- Laisse parler ton cœur ou Écoute ton cœur au Québec (Follow your Heart) - Soliste
- Le monde te respectera ou Le monde entier s'ouvrira à toi au Québec (The World Is Looking Up To You) - Soliste et chœurs
- Ce qui compte est à l'intérieur ou Ce qui compte, c'est l'intérieur au Québec (It's What's Inside That Counts) - Soliste
- Bibbidi-Bobbidi-Boo (reprise) - les souris
- Oser ses rêves (Put It Together) - Lorie

## Sorties vidéo
- 13 mars 2002 : VHS et DVD
- 26 octobre 2005 : DVD simple et bipack 2 DVD avec Cendrillon
- 26 septembre 2012 : éditions 3 Blu-ray et 3 DVD avec Cendrillon et Le Sortilège de Cendrillon
- 24 octobre 2012 : Blu-ray et DVD simple

## Autour du film
- Quand Cendrillon retrouve ses amis animaux, elle salue Pataud en l'appelant Bruno, son nom en VO.
- Quand Jac attire l'attention de Lucifer, on le voit siffler entre ses doigts mais on n'entend rien alors que Lucifer tourne la tête ; de même, quelques instants plus tard, les rires des souris ne sont pas audibles.
- On retrouve parmi les souris les personnages du premier film : Bert, Mert et Luke pour les garçons, Suzy, Perla et Mary pour les filles, cette dernière entretenant ici une relation amoureuse avec Jac.